# Polizeiruf 110: Ein ungewöhnlicher Auftrag
Ein ungewöhnlicher Auftrag ist ein deutscher Kriminalfilm von Hans Joachim Hildebrandt aus dem Jahr 1976. Der Fernsehfilm erschien als 41. Folge der Filmreihe Polizeiruf 110.

## Handlung
Oberleutnant Jürgen Hübner erhält von Oberst Wernicke einen ungewöhnlichen Auftrag: Er soll vor einer Klasse der Offizierschule ein Seminar zum Thema Ermittlung und Überprüfung Verdächtiger halten. Hübner ist nervös, saß er doch einst als Schüler im selben Raum. Er beginnt, exemplarisch einen Fall aus seiner Tätigkeit als Ermittler aufzurollen.
Es war an einem Sonntag in einer Kleinstadt im Harz: Seemann Wolfgang Hessel kommt einen Tag früher als erwartet in der Stadt an, wo er zukünftig arbeiten will. Er schreibt sich im Hotel ein, das seit drei Jahren von Irmgard Kraßmann geleitet wird. Weil sein Zimmer erst am nächsten Tag frei wird, teilt er sich die erste Nacht ein Zimmer mit Schauspieler Eberhard Neubert. Hessel übergibt seine Wertsachen – ein Sparbuch, eine afrikanische Plastik sowie 15.500 Mark in bar – Irmgard, die das Geld in den Hoteltresor einschließt. Die Plastik steckt sie dabei in einen Schuhkarton, den sie mit herumliegenden Zeitungen auspolstert. Die Nacht verläuft feuchtfröhlich, da Hessel für die Hotelgäste eine Runde nach der anderen ausgibt. Am nächsten Morgen ist der Tresor geöffnet. Hessels Wertsachen und die drei Tageseinnahmen des Hotels fehlen.
Jürgen Hübner wurde damals allein als Ermittler berufen. Die Untersuchungen vor Ort ergaben, dass der Safe mit einem zugehörigen Schlüssel geöffnet wurde, also weder ein Nachschlüssel noch ein anders geartetes Werkzeug verwendet wurde. Hübner will sich von Irmgard den zweiten Tresorschlüssel zeigen lassen, doch gibt sie zu, ihn vor einem Jahr verloren zu haben. Im Arbeitsstress habe sie die Angelegenheit irgendwann vergessen. Hübner befragt nun Irmgards rechte Hand Inge Ahlert, der in der Nacht nichts aufgefallen ist. Irmgards Mann Bernhard war früh schlafen gegangen, weil er am nächsten Tag zeitig aufstehen musste, um rechtzeitig seine Arbeit in einem Kalkwerk antreten zu können. Wolfgang Hessel sagt aus, dass er an dem Abend kurzzeitig nach Neubert gesehen habe, der früher schlafen gegangen sei. Dabei habe er Irmgard mit einem fremden Mann gesehen. Der Mann entpuppt sich als Heinz Langwitz. Er arbeitete vor zwei Jahren in Irmgards Hotel und hatte mit ihr ein Verhältnis. Er beendete das Verhältnis und suchte sich in einem neuen Hotel Arbeit. Er sagt aus, Irmgard habe nun mit ihm reden wollen, doch seien sie durch Bernhard gestört worden. Der gelernte Kneipier Bernhard habe früher das Restaurant des Hotels geleitet, sei jedoch von seiner eigenen Frau aus dem Betrieb gedrängt worden. Sie verbreitete damals, dass er Alkoholiker sei. Eine Scheidung kam für sie jedoch wegen ihres guten Rufes nie in Frage. Irmgard traf sich später mit Heinz und eröffnete ihm, dass sie ein großes Hotel übernehmen will. Sie wollte ihn als Chefkoch einstellen, doch Heinz lehnte ab. Er berichtet ihr, dass er im Sommer heiraten wird; seine Freundin erwartet ein Kind.
Die Stimmung im Hotel ist gereizt, und Inge Ahlert schmeißt bei der Frühstücksbedienung von Hessel schließlich alles hin und geht. Bei sich hat sie eine große Tasche. Hessel folgt ihr bis zum Bahnhof, wo Inge die Tasche bei der Gepäckaufbewahrung abgibt. Die Polizei greift ein und Inge wird von Jürgen Hübner befragt. In der Tasche befinden sich ein Tresorschlüssel, Hessels Sparbuch und die Plastik. Das Bargeld fehlt jedoch. Inge sagt aus, sie habe in der Tatnacht nicht schlafen können und sei gegen drei Uhr aufgestanden. Sie habe nachts Heinz Langwitz gesehen, der das Haus verlassen hat, es könnte aber auch Eberhard Neubert gewesen sein. Die Tasche habe sie in der Waschküche gefunden und wollte sie an den Eigentümer zurückschicken, um die gesamten Vorkommnisse ungeschehen zu machen.
Jürgen Hübner will Inge schon verhaften lassen, als ihm die Zeitungen auffallen, mit denen Irmgard einst die Skulptur verpackt hatte. Auf einer Seite wurde eine Annonce herausgerissen. Es handelt sich um eine Verkaufsanzeige für einen Gasthof. Die Anzahlung soll 20.000 Mark betragen. Jürgen Hübner erfährt, dass der Gasthof bereits verkauft wurde – an Bernhard Kraßmann, der genau 15.500 Mark Anzahlung in bar dafür leistete. Bei der Vernehmung gibt er den Diebstahl zu. Er wollte sich an seiner Frau rächen und sei dabei zu weit gegangen. Seinen Traum, wieder als Gastronom zu arbeiten, hatte er nie aufgegeben.
Jürgen Hübner beendet das Seminar vor den Offiziersschülern, die während seiner Ausführungen immer wieder eigene Lösungsansätze geliefert hatten. Er ist zufrieden und verspricht Oberst Wernicke, bei Bedarf wieder eine Stunde zu halten.

## Produktion
Ein ungewöhnlicher Auftrag wurde vom 15. März bis 30. April 1976 unter dem Arbeitstitel Das Seminar in Quedlinburg, Thale, Aschersleben, Blankenburg und Rübeland gedreht. Drehort für die Szenen an und in der Offiziersschule war die heutige Fachhochschule Polizei Sachsen-Anhalt, damals Offiziersschule des MdI. Weitere Drehorte waren der Blaue See zwischen Rübeland und Hüttenrode sowie die Bodetal-Seilbahn bei Thale. Als Hotel „Zwei Türme“ diente ein Fachwerkhaus in der Mühlenstraße 22 in Quedlinburg.
Die Kostüme des Films schuf Margitta Hinrichs, die Filmbauten stammen von Manfred Glöckner und Jürgen Malitz. Der Film erlebte am 5. September 1976 im 1. Programm des Fernsehens der DDR seine Fernsehpremiere. Die Zuschauerbeteiligung lag bei 52,1 Prozent.
Es war die 41. Folge der Filmreihe Polizeiruf 110. Oberleutnant Jürgen Hübner ermittelte in seinem 19. Fall.
Bruno Carstens spielte bereits zwischen 1959 und 1968 die Rolle des damaligen Hauptmanns Wernicke in der Serie Blaulicht.